# オビブダイ
オビブダイ (学名：Scarus schlegeli)は、スズキ目ブダイ科の海水魚。東インド洋から太平洋にかけての熱帯海域に分布する。

## 形態
体長は最大40cm、通常は30cm。体型はやや側偏した楕円形。背鰭は9棘10軟条から、臀鰭は3棘9軟条から成る。
雄の体色は背面が青緑色または淡青色で、腹側、体側面後方は暗色。体側面後方に上半分が黄色、下半分が青緑色の横縞を一本もつ。額部分は薄い桃色。鱗前縁は桃色。青緑色のラインは眼を通る位置に一本、下顎部に一本。眼を通るラインは目の後ろで枝分かれし二本となる。背鰭上部および臀鰭下部、胸鰭上部、尾鰭は濃い青色または紫色。雌の体色は茶色で、体側面に多数の白い横帯をもつ。幼魚は暗色で、目立った特徴は無い。

## 生態
東インド洋から太平洋にかけ分布するが、ココス諸島以東、ハワイ諸島、マルキーズ諸島、イースター島では記録されていない。日本では八丈島、小笠原諸島、和歌山県錆浦、高知県柏島、屋久島、琉球諸島、南大東島で見られる。岩礁や湾の礁池、水深50m以下の浅いサンゴ礁の縁に生息する。雄は縄張りをもつ。幼魚は混泳する。岩やサンゴに付着した藻類を捕食する。産卵は雌雄一対で行われる。

## 人間との関係
沖縄県では刺し網や刺突漁などで捕獲され、食用とされている。雌はかつてクロスジブダイと呼ばれ、別種とされていた。